# Stefan Krauße
Stefan Krauße o Stefan Krausse (Ilmenau, República Democràtica Alemanya, 17 de setembre de 1967) és un corredor de luge alemany, ja retirat, que destacà a la dècada del 1990 fent parella amb Jan Behrendt.
Juntament amb Jan Behrendt va participar, als 20 anys i en representació de la RDA, en els Jocs Olímpics d'Hivern de 1988 realitzats a Calgary (Canadà), on aconseguí la medalla de plata en la prova de parelles masculines. En els Jocs Olímpics d'Hivern de 1992 realitzats a Albertville (França), i ja en representació de l'Alemanya unificada, aconseguí guanyar la medalla d'or. En els Jocs Olímpics d'Hivern de 1994 realitzats a Lillehammer (Noruega) aconseguiren guanyar la medalla de bronze i en els Jocs Olímpics d'Hivern de 1998 realitzats a Nagano (Japó) aconseguiren novament la medalla d'or.
Al llarg de la seva carrera aconseguí onze medalles en el Campionat del Món de luge, incloent set medalles d'or (4 en la modalitat de parelles masculines i tres en la modalitat d'equips mixts). En el Campionat d'Europa de luge aconseguí guanyar cinc medalles, entre elles tres ors (dues en la modalitat de parelles masculines i una altra en la modalitat d'equips mixts).
Guanyà la Copa del Món de l'especialitat en tres ocasions: 1993/1994, 1994/1995 i 1995/1996.